# 達什凱桑
達什凱桑是阿塞拜疆的城鎮，也是達什卡桑區的首府，位於該國西部，距離首都巴庫397公里，海拔高度1,630米，該鎮是鐵礦業中心，2010年人口11,262。